# میشل لندسبرگ
میشل لندسبرگ (انگلیسی: Michele Landsberg; ۱۲ ژوئیهٔ ۱۹۳۹ – ) روزنامه‌نگار، مؤلف اهل کانادا بود.
وی همچنین برندهٔ جوایزی همچون نشان افسری کانادا شده‌است.